# Élections législatives liechtensteinoises de 1970
Les élections législatives liechtensteinoises de 1970 se sont déroulées les 1er et 2 février 1970.
Le scrutin mène à une semi-alternance. La coalition de deux partis reste au pouvoir, mais les élections permettent pour la première fois à l'Union patriotique de renverser le rapport de force en sa faveur.
Le Premier ministre Gerard Batliner (FBP) cède la place au candidat de la VU, Alfred Hilbe.

## Système électoral
Le parlement, ou Landtag, est composé de 15 députés élus pour quatre ans au sein de deux circonscriptions, l'Oberland et l'Unterland, comportant respectivement 9 et 6 sièges. Tous les sièges sont pourvus au scrutin proportionnel, de liste, sans panachage mais avec vote préférentiel.
Le vote est universel, masculin et obligatoire. Une amende pouvant atteindre jusqu'à 10 francs suisses frappe les abstentionnistes ne présentant pas une excuse valable (déplacement, maladie, etc.).
Les électeurs votent en cochant le nom du candidat qu'ils préfèrent sur la liste de leur choix, et ce vote pour un candidat équivaut à un vote pour son parti. La répartition proportionnelle se fait ensuite selon la méthode du plus fort reste, en appliquant le quotient dit de Hagenbach-Bischoff. Les sièges attribués aux partis sont ensuite répartis à ceux de leurs candidats ayant recueilli le plus de votes en leurs noms.

## Contexte politique
Le Parti progressiste des citoyens et l'Union patriotique, forment depuis 31 ans une coalition gouvernementale au sein de laquelle le FBP domine et occupe le poste de Premier ministre, ayant depuis le début de la coalition toujours remporté davantage de sièges aux élections.
Il s'agit des premières élections depuis l'abaissement de l'âge d'obtention du droit de vote de 21 à 20 ans le 20 décembre 1969.

## Résultats
| Parti                     | Parti                                 | Voix  | %     | +/-  | Sièges | +/-           |
| ------------------------- | ------------------------------------- | ----- | ----- | ---- | ------ | ------------- |
|                           | Union patriotique (VU)                | 2 008 | 49,56 | 6,76 | 8      | 1             |
|                           | Parti progressiste des citoyens (FBP) | 1 978 | 48,82 | 0,32 | 7      | 1             |
|                           | Parti chrétien social (CSP)           | 65    | 1,59  | 7,11 | 0      | en stagnation |
|                           |                                       |       |       |      |        |               |
| Votes valides             | Votes valides                         | 4 051 | 99,17 |      |        |               |
| Votes blancs et invalides | Votes blancs et invalides             | 34    | 0,83  |      |        |               |
| Total                     | Total                                 | 4 085 | 100   | -    | 15     | en stagnation |
| Abstention                | Abstention                            | 224   | 5,20  |      |        |               |
| Inscrits / participation  | Inscrits / participation              | 4 309 | 94,80 |      |        |               |

| ↓  |     |  |
| 8  | 7   |  |
| VU | FBP |  |